# Wyoming Highway 318
Der Wyoming Highway 318 (kurz: WYO 318) ist eine 1,75 km lange State Route im US-Bundesstaat Wyoming. Sie verläuft zwischen den Orten Hartville und Sunrise im Platte County.

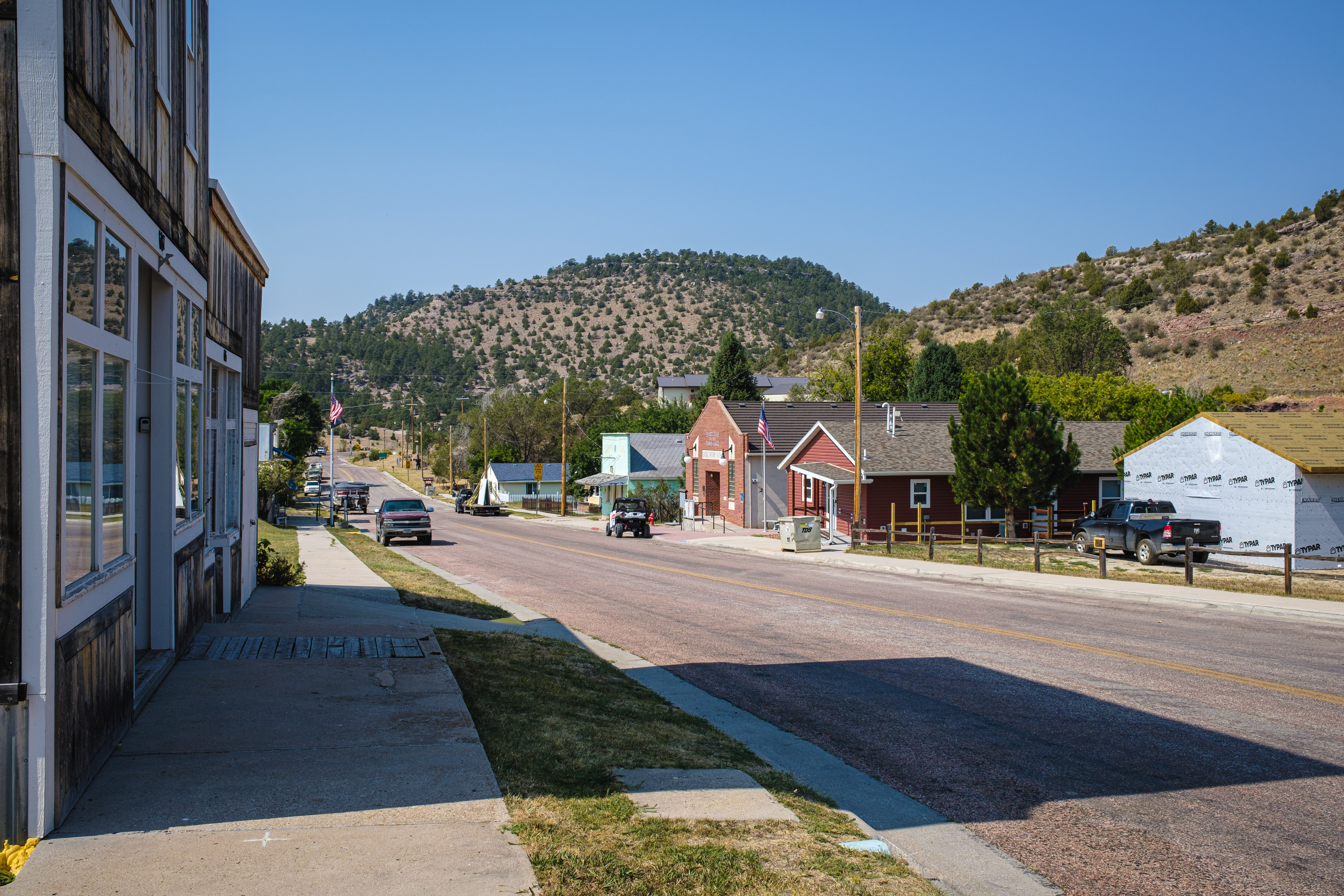
WYO 318 in Hartville

## Streckenverlauf
Der Wyoming Highway 318 beginnt an der Kreuzung mit dem Wyoming Highway 270 in Hartville, einige Kilometer nördlich von Guernsey. Die Straße verläuft als Main Street des Ortes in östliche Richtung, verlässt den Ort und endet bereits nach 1,75 km vor dem ehemaligen Bergbauort Sunrise an einem Road Closed Sign. Die gesamte Route verläuft im Platte County.

## Geschichte
Bis in die 1970er Jahre wurde der Streckenabschnitt des heutigen Wyoming Highway 270 zwischen Guernsey und Hartville und weiter bis Sunrise als Wyoming Highway 318 bezeichnet. Als die Straße nördlich von Hartville schließlich weiter ausgebaut wurde und bis Manville verlief, wurde der gesamte Streckenabschnitt zwischen Guernsey und Manville in Wyoming Highway 270 umbenannt, um Verwirrungen zu vermeiden.

## Belege
1. 1 2 3  Alex: Wyoming State Route Log: 300 through 399. Abgerufen am 19. November 2023 (amerikanisches Englisch).